# José Saraiva Felipe
José Saraiva Felipe GCMD • GOMM (Belo Horizonte, 26 de março de 1952) é um médico, professor e político brasileiro filiado ao Partido Socialista Brasileiro (PSB). Por seis mandatos consecutivos foi deputado federal por Minas Gerais entre 1995 e 2019, bem como Ministro da Saúde no governo de Luiz Inácio Lula da Silva. 

## Biografia
Foi eleito deputado federal em 2014, para a 55.ª legislatura (2015-2019), pelo PMDB. Votou a favor do Processo de impeachment de Dilma Rousseff. Posteriormente, votou a favor da PEC do Teto dos Gastos Públicos. Em abril de 2017 votou a favor da Reforma Trabalhista.  Em agosto de 2017 votou contra o processo em que se pedia abertura de investigação do então Presidente Michel Temer, ajudando a arquivar a denúncia do Ministério Público Federal.

## Controvérias
No dia 25 de outubro de 2005, tornou-se pública uma declaração de Saraiva Felipe sobre portadores de SIDA. Numa reunião do Conselho Nacional de Saúde, na semana anterior, sobre a polêmica decisão do Ministério de, em vez de quebrar a patente da droga Kaletra, apenas negociar com o produtor do remédio, o laboratório Abbott, disse o seguinte:
| “ | Eu não tenho compromisso com quebra de patente. O Ministério não tem. Se o preço chegar no preço que o laboratório nacional produz, tudo bem. Agora, sem [os testes de] bioequivalência, sem garantia de que eu não vou ter depois os aidéticos na porta do ministério cobrando que os efeitos não são os mesmos, ou a categoria médica questionando isso, eu não hesitaria em negociar. | ” |

Com a repercussão negativa do uso do termo "aidéticos", Felipe retratou-se, no dia seguinte, ao diário Folha de S.Paulo. Por meio de sua assessoria, disse que "foi um lapso".